# Харбисон, Майкл
Майкл Харбисон (англ. Michael Harbison; род. 16 июня 1953) — государственный и политический деятель Австралии. С 2003 по 2010 год был лорд-мэром Аделаиды в Южной Австралии.

## Биография
До государственной службы занимался бизнесом, а с 1998 года стал советником мэра. В 2002 году Майкл Харбисон баллотировался как кандидат от Либеральной партии Австралии на пост мэра Аделаиды и одержал победу над Джейн Ломакс-Смит. В 2010 году на посту мэра его сменил Стивен Ярвуд. В 2011 году участвовал в представлении Мичиганского университета на «World Solar Challenge».

## Примечание
1. ↑  Adelaide City Council website
2. ↑  Profile Архивировано 3 января 2010 года., Adelaide City Council
3. ↑  Anne Barker. Old foes slug it out in key marginal SA seat. TV Program Transcript: The 7.30 Report. Australian Broadcasting Corporation (6 февраля 2002). Дата обращения: 16 сентября 2020. Архивировано 3 марта 2016 года.
4. ↑  Antony Green. Adelaide (Key Seat). South Australian Election 2006. ABC (20 апреля 2006). Дата обращения: 17 декабря 2015. Архивировано 14 сентября 2020 года.